# Ormenis yumana
Ormenis yumana är en insektsart som beskrevs av Ball 1933. Ormenis yumana ingår i släktet Ormenis och familjen Flatidae. Inga underarter finns listade i Catalogue of Life.